# Portevinia dispar
Portevinia dispar är en tvåvingeart som först beskrevs av Herve-bazin 1929.  Portevinia dispar ingår i släktet örtblomflugor, och familjen blomflugor. Inga underarter finns listade i Catalogue of Life.